# Mukandgarh
Mukandgarh (o Mukundgarh) è una suddivisione dell'India, classificata come municipality, di 17.790 abitanti, situata nel distretto di Jhunjhunu, nello stato federato del Rajasthan. In base al numero di abitanti la città rientra nella classe IV (da 10.000 a 19.999 persone).

## Geografia fisica
La città è situata a 27° 57' 52 N e 75° 13' 03 E.

## Società

### Evoluzione demografica
Al censimento del 2001 la popolazione di Mukandgarh assommava a 17.790 persone, delle quali 9.129 maschi e 8.661 femmine. I bambini di età inferiore o uguale ai sei anni assommavano a 3.136, dei quali 1.653 maschi e 1.483 femmine. Infine, coloro che erano in grado di saper almeno leggere e scrivere erano 9.868, dei quali 6.178 maschi e 3.690 femmine.